# Ten Commandos
Ten Commandos est un supergroupe de grunge américain, originaire de Seattle, dans l'État de Washington.

## Biographie
En 2008, Natasha Shneider, épouse d'Alan Johannes et cofondatrice de leur groupe Eleven, décède des suites d'un cancer. Un concert est donné en sa mémoire, auquel participe nombre de personnalités dont Cameron et Sheperd (déjà proches collaborateurs au sein des projets Hater et Wellwater Conspiracy) qui institueront les débuts de la formation avec Johannes. Les répétitions débutent à Seattle où ils sont rejoints par Coats, et se terminent à Los Angeles, dans les studios 11AD.
Formé en 2014, Ten Commandos réunit des musiciens emblématiques de la scène grunge de la ville, à savoir Matt Cameron (batteur de Pearl Jam et Soundgarden), Ben Shepherd (bassiste de Soundgarden), le multi-instrumentiste Alain Johannes (ex-Eleven, Queens of the Stone Age ou encore Them Crooked Vultures) et Dimitri Coats (guitariste de Off!). Le chanteur Mark Lanegan (ex-Screaming Trees) participe également au projet, prêtant sa voix au premier single de la formation, Staring down the Dust, paru le 9 octobre 2015. Les musiciens Peter Frampton and Nikka Costa participent également à l'enregistrement de ce premier album, annoncé au mois de novembre 2015.